# Hindringham
Hindringham är en ort och civil parish i Storbritannien.   Den ligger i grevskapet Norfolk och riksdelen England, i den sydöstra delen av landet, 170 km norr om huvudstaden London. Hindringham ligger 56 meter över havet och antalet invånare är 431.
Terrängen runt Hindringham är platt. Runt Hindringham är det ganska tätbefolkat, med 104 invånare per kvadratkilometer. Närmaste större samhälle är Fakenham, 9,2 km sydväst om Hindringham. Trakten runt Hindringham består till största delen av jordbruksmark.